# When It’s Love
When It’s Love (с англ. — «Когда Это Любовь») — двадцать восьмой в общем и второй с альбома OU812 сингл хард-рок группы Van Halen, выпущенный 9 июня 1988 года на лейбле Warner Bros.

## О сингле
Это была самая популярная песня с альбома OU812, попавшая #1 в чартах Billboard и #5 в чарте Billboard Hot 100.
Эта песня была основным продуктом живого исполнения с момента ее выхода в 1988 году. Эта песня также была включена в сет-лист тура 1998 tour с Гари Чероном. Эдди Ван Хален заявил, что это гитарное соло — конкретный кивок в сторону Эрика Клэптона.
Он был показан в специальном выпуске VH1, «The Greatest: 25 Greatest Power Ballads», где он был оценен как 24-я величайшая «пауер-баллада» всех времен.

## Список композиций
7" сингл США
| №  | Название         | Длительность |
| -- | ---------------- | ------------ |
| 1. | «When It’s Love» | 5:36         |

| №  | Название    | Длительность |
| -- | ----------- | ------------ |
| 1. | «Cabo Wabo» | 7:03         |

7" сингл Мексика
| №  | Название                          | Длительность |
| -- | --------------------------------- | ------------ |
| 1. | «Cuando Es Amor (When It’s Love)» | 5:36         |

| №  | Название                          | Длительность |
| -- | --------------------------------- | ------------ |
| 1. | «Cuando Es Amor (When It’s Love)» | 5:36         |

12" сингл Англия, Германия
| №  | Название         | Длительность |
| -- | ---------------- | ------------ |
| 1. | «When It’s Love» | 5:36         |

| №  | Название                | Длительность |
| -- | ----------------------- | ------------ |
| 1. | «A Apolitical Blues»    | 3:48         |
| 2. | «When It’s Love» (edit) | 4:32         |

7" сингл Япония
| №  | Название         | Длительность |
| -- | ---------------- | ------------ |
| 1. | «When It’s Love» | 5:36         |

| №  | Название            | Длительность |
| -- | ------------------- | ------------ |
| 1. | «You Really Got Me» | 2:38         |

## Участники записи
- Сэмми Хагар — вокал
- Эдди Ван Хален — электрогитара, бэк-вокал, синтезатор
- Майкл Энтони — бас-гитара, бэк-вокал
- Алекс Ван Хален — ударные